# Agirri
Agyrrhios, o potser Agirri (en llatí Agyrrhius, en grec antic Άγύρριος) va ser un polític i militar grec d'Àtica nascut al demos de Col·litos que va viure a finals del segle v i a principis del segle iv.
Va ser empresonat per defraudació de diner públic. Alliberat, va obtenir el 395 aC la re-instauració del Teoricon, el subsidi que es donava per l'assistència als espectacles teatrals, encara que va reduir la paga als actors còmics. A més va triplicar el pagament per assistir a l'assemblea (Ekklesia), instituït per Cleofó, i abolit quan es va suspendre la democràcia al final de la Guerra del Peloponès. Gràcies a això es va fer molt popular entre el poble i el 389 aC fou nomenat general, segons diu Xenofont. Va ser blanc dels atacs d'Aristòfanes.